# Jacques Ozanam
Jacques Ozanam (ur. 16 czerwca 1640 w Sainte-Olive, zm. 3 kwietnia 1718 w Paryżu) – francuski matematyk.

## Życiorys
Ozanam urodził się w Bouligneux w 1640 roku; pochodził z bogatej rodziny ochrzczonych Żydów. Swój pierwszy traktat matematyczny napisał w wieku 15 lat. Początkowo studiował teologię, ale po śmierci ojca zdecydował się na porzucenie studiów i został nauczycielem matematyki w Lyonie. Wkrótce potem został zmuszony przez brata do pobierania opłat za udzielane lekcje.
W 1670 roku opublikował tablice trygonometryczne i logarytmiczne, które były dokładniejsze od dotychczasowych. W następnych latach mieszkał w Paryżu, gdzie ożenił się i doczekał licznej rodziny. Utrzymywał się wówczas z udzielania lekcji licznym uczniom, głównie cudzoziemcom, a także publikował liczne prace naukowe. Jego praca Les six livres de l’Arithmétique de Diophante augmentés et reduits à la spécieuse zyskała pochwałę Gottfrieda Leibniza. Praca Récréations (1694) została przetłumaczona na język angielski i do dziś jest dobrze znana. W 1701 roku został wybrany do Akademii Nauk.
Po śmierci żony popadł w depresję, a wojna o sukcesję hiszpańską pozbawiła go zagranicznych uczniów i zmusiła do życia w ubóstwie. Zmarł w Paryżu 3 kwietnia 1717 roku.
Był spokrewniony z Antoine-Frédéricem Ozanamem.

## Prace

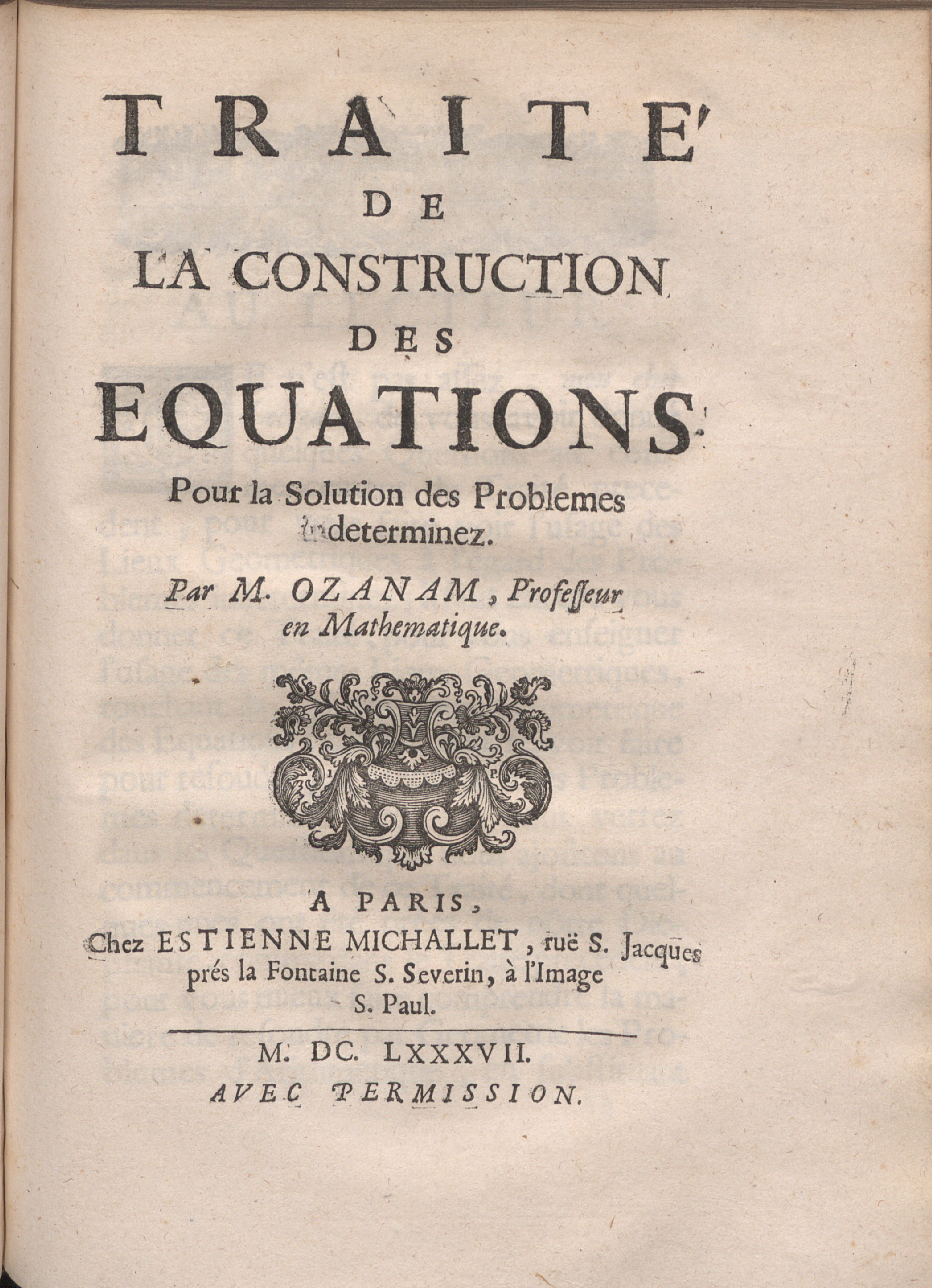
Traité de la construction des equations pour la solution des problemes indeterminez, 1687

- Table des sinus, tangentes, et sécantes (Lyon, 1670)
- Methode générale pour tracer des cadrans (Paryż, 1673)
- Geometrie pratique (Paryż, 1684)
- Traité des lignes du premier genre (Paryż, 1687)
- De l’usage du compas (Paryż, 1688)
- Dictionnaire mathématique (Paryż, 1691)
- Cours de mathématiques (Paryż, 1693)
- Traité de la fortification (Paryż, 1694)
- Récréations mathématiques et physiques (Paryż, 1694)
- Nouvelle Trigonométrie (Paryż, 1698)
- Méthode facile pour arpenter (Paryż, 1699)
- Nouveaux Eléments d’Algèbre (Amsterdam, 1702)
- La Géographie et Cosmographie (Paryż, 1711)
- La Perspective (Paryż, 1711)